# Iasna Poleana, Cervonoarmiisk
Iasna Poleana (în ucraineană Ясна Поляна) este un sat în comuna Ocereteanka din raionul Cervonoarmiisk, regiunea Jîtomîr, Ucraina.

## Demografie
Componența lingvistică a localității Iasna Poleana
     Ucraineană (98,68%)
     Alte limbi (1,17%)
Conform recensământului din 2001, majoritatea populației localității Iasna Poleana era vorbitoare de ucraineană (98,68%), existând în minoritate și vorbitori de alte limbi.